# Chaerophyllum kotschyi
Chaerophyllum kotschyi är en flockblommig växtart som beskrevs av Edward Fenzl och Pierre Edmond Boissier. Chaerophyllum kotschyi ingår i släktet rotkörvlar, och familjen flockblommiga växter. Inga underarter finns listade i Catalogue of Life.